# Kompilacioni album
Kompilacija pesama popularne muzike podrazumeva sastav/zbornik raznovrsnih dela, koja mogu biti sačinjena na osnovu različitih kategorija: tematski, po epohama, stilski/žanrovski. 
Reč kompilacija (lat. Compilation – uzeto sa više strana), podrazumeva skup književne, naučne ili bilo koje građe, prikupljenje u jedno delo od različitih ili istih autora, radi popularizacije ili podučavanja.
Kompilacija pesama popularne muzike može sadržati dela istog autora/izvođača ili različitih autora/izvođača. Ovaj sastav pesama može se plasirati na različitim nosačima zvuka u fizičkom obliku (ploča, kaseta, CD) ili u digitalnom formatu kao plejlista na Strimingi striming platformama (YT, Spotify, Deezer).
U našoj sredini, kompilacije pesama popularne muzike, nastale su najpre u okviru izdavačke delatnosti Radio Beograda (kasnije izdavačke kuće PGP RTS). Među prvim kompilacija bile su ploče pesama sa jugoslovenskih festivala, posvećenih popularnoj muzici. Prva objavljena ploča tog tipa bila je kompilacija izvedenih pesama na festivalu Beogradsko proleće takmičarskog tipa, koji se prvi put održao 1961. godine u Beogradu, a ploča je objavljena naredne 1962. godine. Krajem 1990tih i početkom 2000tih, u Srbiji su bile aktuelne kompilacije pesama popularne muzike u izdanju izdavačke kuće City Records.

## Najčešći tipovi kompilacija pesama popularne muzike
- "Najbolji hitovi" ili "the best of", najčešće se odnosi na pesme jednog izvođača ili benda.
- Box set su kompilacije koje podrazumevaju najčešće više CD-ova u jednom pakovanju, na kojima su zastupljene brojne uspešne pesme jednog izvođača/benda ili određen izbor izdavačke kuće, specifičnog žanra, itd.
- Kompilacije nastale na osnovu žanrovske odrednice. Ove kompilacije mogu biti usko određene godinama izdanja datih pesama, a mogu se praviti i mimo okvira godina izdanja. Kao što su na primer džez muzika, soul muzika, r'nb muzika, synth pop...
- Kompilacije pesama iz filmova i serija. Među prvim takvim kompilacijama kod nas jeste ploča sa pesmama iz filma Nacionalna klasa. Autor svih kompozicija bio je Zoran Simjanović, a tekstopisac Marina Tucaković. Pesme su različiti izvođači, popularni u to vreme: Slađana Milošević, Oliver Mandić, Dado Topić, Oliver Dragojević i drugi. Ploča je objavljena 1979. godine.[4]